# Jobbik Magyarországért Mozgalom
A Jobbik Magyarországért Mozgalom (röviden Jobbik, 2023 és 2024 között: Jobbik - Konzervatívok) jobbközép néppárt, régebben nemzeti radikális párt Magyarországon. Elődje az 1999-ben alakult, főként egyetemistákat tömörítő Jobboldali Ifjúsági Közösség (Jobbik IT), mely 2003-ban alakult párttá. Céljaként a „rendszerváltozás befejezését” és az eddiginél igazságosabb társadalom megteremtését tűzte ki. Alapításakor a Jobbik Magyarországért Mozgalom magát értékelvű, konzervatív, nacionalista, módszereiben radikális nemzeti és keresztény pártként definiálta. A MIÉP háttérbe szorulását követően a magyar radikális jobboldal legismertebb alakulatává vált, sőt a politikai elemzők egy része ekkoriban a pártot a szélsőjobboldal részének tekintette. A párt 2013 végétől fokozatosan kezdte elhagyni a nemzeti radikális ideológiáját, amit a néppárti irányvonal váltott fel. Ennek következtében manapság a Jobbik konzervatív, jobbközép néppártként határozza meg önmagát. 
A 2009-es európai parlamenti választáson közel 15%-kal a harmadik helyre futott be, nem sokkal lemaradva az MSZP mögött. A 2010-es országgyűlési választáson a 3. legtöbb szavazatot kapott (16,67%) párt lett, így bekerült az Országgyűlésbe. 2014 óta a Jobbik elkezdte újradefiniálni magát konzervatív néppártnak, és megváltoztatta kommunikációjának ellentmondásos elemeit. A párt a Jövő Kormány Irányelveiről szóló kiáltványa szerint minden magyar állampolgárt és embert képvisel, és célja a modern nemzeti identitás kiépítése, miközben elutasítja a 20. századi sovinizmust. A 2018-as országgyűlési választáson a párt 1 092 806 szavazatot gyűjtött be, ezzel a szavazatok 19,06%-át szerezte meg és Magyarország második legnagyobb pártja lett az Országgyűlésben. A 2019-es európai parlamenti választáson elért 6,34%-os eredménnyel az 5. legerősebb párt helyére esett vissza. A Parlamentbe kerülése óta ellenzékben politizál.
A párt tagja volt az Európai Nemzeti Mozgalmak Szövetségének, ám azt 2016 februárjában elhagyta.
Jelenleg a pártot a konzervatív emberek modern pártjaként írják le. Az Euronews közelmúltbeli IDEA közvélemény-kutatását követően Böcskei Balázs vezető politológus elemezte, és kifejtette, hogy a volt nacionalista Jobbik párt befejezte átalakulását centrista néppárttá, és szavazati bázisa megváltozott. Mára túlnyomórészt mérsékelt, Európa-párti politikai párt.

## Története

### A Jobboldali Ifjúsági Közösség és a Jobbik megalapítása

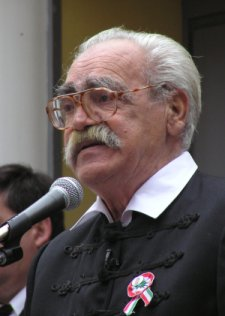
Pongrátz Gergely ’56-os veterán, a Jobbik egyik alapítója

A Jobbik Magyarországért Mozgalom elődszervezete az 1999-ben alakult Jobboldali Ifjúsági Közösség volt, melyet egyetemisták és főiskolások alapítottak Kovács Dávid elnökletével, s célja a nemzeti gondolkodású ifjúság összefogása volt. A 2002-es országgyűlési választás eredményeként a jobboldali Fidesz ellenzékbe került, a radikálisabb MIÉP pedig kiesett a parlamentből. A választás után több közéleti személy (Wittner Mária, Pongrátz Gergely, Tóth Gy. László, Lovas István, Usztics Mátyás) kérésére a Jobboldali Ifjúsági Közösség 2003. október 24-én a Jobbik Magyarországért Mozgalom nevet felvéve párttá alakult. Fő céljuk az volt, hogy a MIÉP bomlásával és háttérbe szorulásával reális alternatívát nyújtsanak a radikális jobboldali szavazóknak.

### Szövetségesek keresése
Az új párt ismertségét eleinte figyelemfelkeltő akciókkal igyekezett növelni. Első ilyen lépésük a 2003 karácsonyára meghirdetett országos keresztállítás volt, amivel a párt bejelentése szerint az ünnep eredeti keresztény mondanivalójára kívánta felhívni a figyelmet, s amely akciót azóta is minden évben megrendeznek, egyre több település részvételével. A vallási szimbólumok politikai használata körüli és a köztérhasználatot érintő jogi vita mellett egyházi személytől bírálatokat kaptak a keresztény szimbolika húsvéti és karácsonyi elemeinek felcseréléséért. A párt mindezt azzal indokolta, hogy Jézus megtestesülése és megváltó szenvedése nem választható szét egymástól. Azért jött el közénk, hogy életét a kereszten szeretetből elveszítse. Gyulay Endre szeged-csanádi megyés püspök is részt vett a keresztszentelésekben.
2004. április 13-án az addig a Fidesz színeiben politizáló Körömi Attila kilépett a párt országgyűlési frakciójából, egyúttal bejelentve csatlakozását a Jobbikhoz. Független képviselőként folytatva munkáját, ezzel ő lett a párt első országgyűlési képviselője. "A Jobbik Magyarországért Mozgalomhoz csatlakozva jobban tudom szolgálni a büszke, erős és független Magyarország, a nemzet ügyét", indokolta lépését.
A 2004-es európai parlamenti választáson nem indultak az ország szerintük elhamarkodott EU-csatlakozása elleni tiltakozásul. A Jobbik támogatja a konföderális jellegű gazdasági együttműködést az európai országok között, viszont élesen ellenzi azt a globalista jellegű politikát, mely az egyes tagországok önállóságának és sajátos nemzeti arculatának fokozatos elvesztését.
2006-ban letakarták Ságvári Endre Budapest II. kerületében található emléktábláját. Augusztusban a Jobbik elindította első pártújságját, a Magyar Mércét (2009-ig jelent meg), decemberben pedig hivatalos színévé választotta a vörös-ezüst árpádsávokat és az árpádsávos zászlót ért kritikák miatt „felvilágosító kampányt” hirdetett annak „rehabilitálására”, abból a célból, hogy az árpádsávos zászló a Kárpát-medencei magyarság közös jelképe legyen.

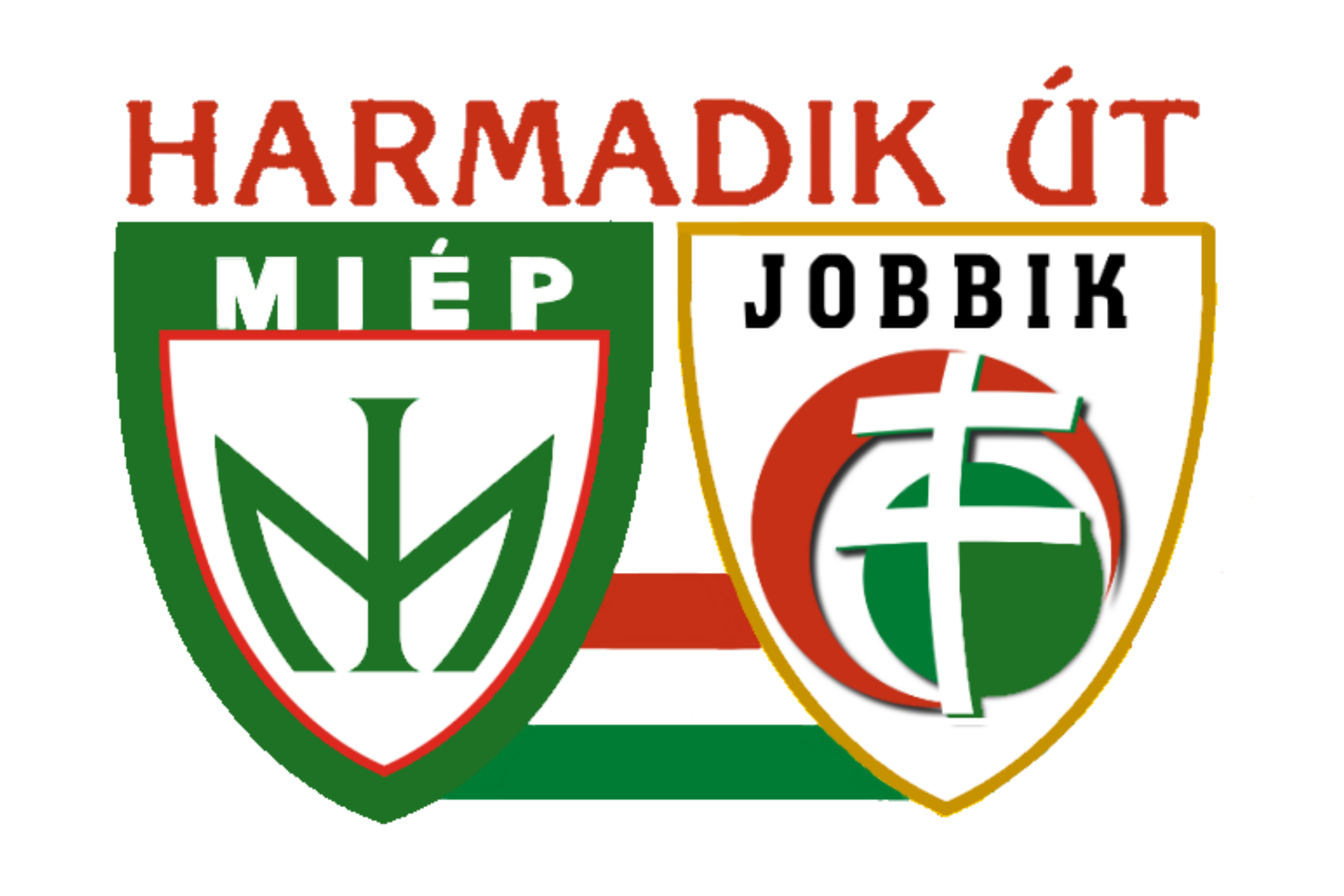
A pártszövetség logója

A 2006-os országgyűlési választásra, a MIÉP-pel MIÉP – Jobbik a Harmadik Út néven hozott létre választási szövetséget. A cél a radikális jobboldali erők összefogása volt, mivel a MIÉP az önálló induláshoz már, a Jobbik pedig még túl gyenge volt. Ennek ellenére a választáson a pártszövetség nem érte el a bejutási küszöböt, így az együttműködés nem folytatódott.
Kovács Dávidnak 2006. november 25-én lejárt az elnöki megbízatása, az elnöki tisztségre való felkérést pedig visszautasította. A tisztújításon Kovács Dávid alelnök, Vona Gábor pedig a párt elnöke lett.
A párt részt vett a 2006 őszi Kossuth téri tüntetésekben, amelyeknek egyik vezéralakja, Molnár Tamás korábban a Jobbik alelnöke is volt. Az Őszödi beszéd kirobbanását követően Molnár Tamást választották meg a Kossuth téri tüntetések vezetésével megbízott Magyar Nemzeti Bizottság 2006 egyik ügyvivőjének és szóvivőjének. Fejes István, a Jobbik III. kerületi szervezetének akkori elnöke fényképek és TV-felvételek tanúsága szerint jelen volt az MTV-székház ostrománál.
2007-ben a párt nyilvánosságra hozta Bethlen Gáborról elnevezett programját, amely szerint Magyarországot az 1944-es német megszállással térítették le a jogfolytonosság útjáról, ezért az azóta fennálló „alkotmányossági válság” megoldására a Szent Korona-tanra épülő alkotmány visszaállítása szükséges. A program egyebek mellett követeli a stratégiai fontosságú ágazatok államosítását, a privatizáció felülvizsgálatát, a „társadalmi asszimilációra nem alkalmas csoportok tömeges bevándorlásának megállítását”, az egyházi esküvő állami anyakönyveztetését, kötelező erkölcs- vagy hittanoktatást az általános és középiskolákban, az árpádsávos zászló össznemzeti jelképpé nyilvánítását, a rendőrségen belül szervezeti egységet a „cigánybűnözés” megállítására.

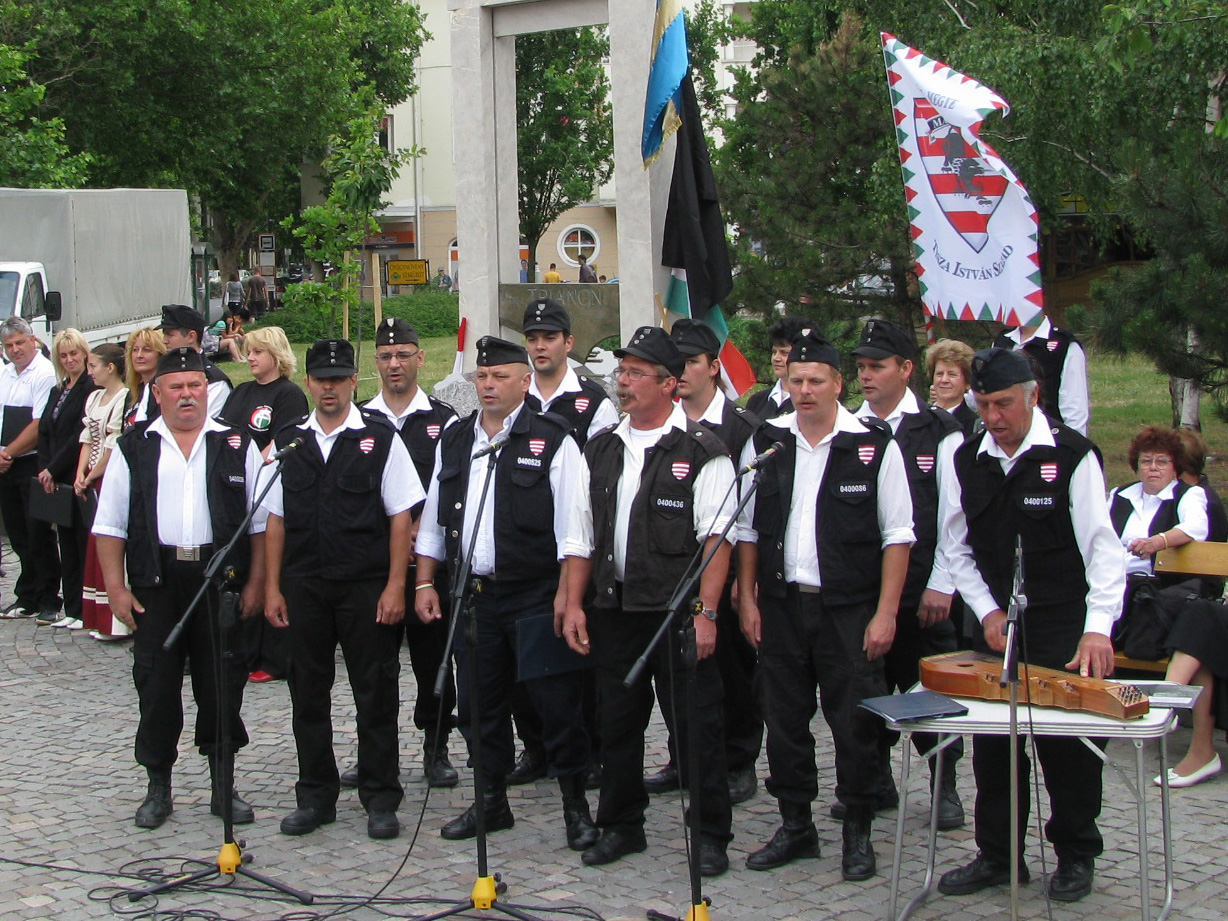
A Gárda egyenruhája

2007. augusztus 25.-én Vona Gábor, a Jobbik akkori elnöke a párt támogatásával egyesületként alapította meg és jegyeztette be a Magyar Gárda szervezetet, mely alapító nyilatkozata szerint „része vagy gerince” kíván lenni a Bethlen Gábor-program szerint felállítandó nemzetőrségnek, és – szociális és karitatív missziók támogatása és szervezése, illetve a katasztrófaelhárítás és polgárvédelem mellett – a „nemzeti önvédelem erősítésében” és „rendvédelmi” feladatok ellátásában kíván aktívan részt venni. A gárda megalakulását heves politikai viták kísérték.
A Jobbik nevéhez fűződik a cigánybűnözés fogalmának felelevenítése is, melynek kapcsán létrehozták a ciganybunozes.com weboldalt. A 2007-ben, Vona Gábor által alapított Magyar Gárda is több településen vonult fel a cigánybűnözés vélt problémájára hívva fel a figyelmet. A fogalom használata heves politikai vitákat váltott ki. Az Országos Cigány Önkormányzat 2007 februárjában néhány fő részvételével tüntetést tartott a párt székháza előtt a szerintük „a magyarországi cigány közösség méltóságát sértő, gyűlöletkeltésre, uszításra, közösség elleni izgatásra” alkalmas oldal ellen.

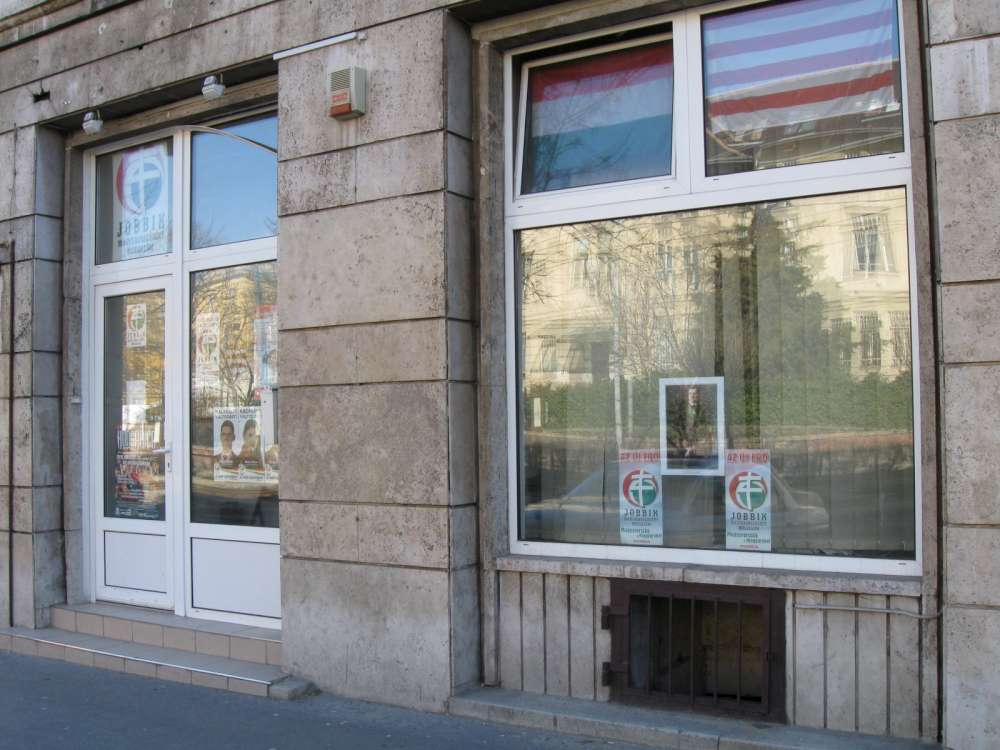
A Jobbik korábbi központi irodája
(Budapest, XI. ker. Villányi út 20/A)

2008. március 10-én Kovács Dávid, a Jobbik alapító elnöke a párt másik két alapító tagjával, Nagy Ervin választmányi elnökkel és Fári Mártonnal, a párt etikai bizottságának elnökével együtt kilépett a pártból a Magyar Gárda megalapítása miatt. A párt indoklása szerint a három kilépő már több mint egy éve nem végzett semmilyen érdemi munkát, így lépésükkel egy gyakorlatban már létező helyzetet tettek hivatalossá.
2008-ban a Jobbik Csengey Dénesről elnevezett könyvtárat hozott létre Budapesten, ahol a megnyitó beszédet Lezsák Sándor, az Országgyűlés alelnöke, prof. Dr. Kiszely István antropológus, az Atilla Király Népfőiskola főigazgatója, és Vona Gábor, a Jobbik elnöke mondta.

### Erősödés és választási sikerek
2008. szeptember 2-án Vona Gábor, Morvai Krisztina és Balczó Zoltán bejelentette, hogy a párt 2009-es európai parlamenti listáját Morvai Krisztina vezeti majd.
2009. január 10-én a MIÉP-Jobbik szervezet nevében Schön Péter 26,7 millió forintot fizetett be egy Vona Gábor által alapított alapítvány számlájára, mielőtt azt hivatalosan bejegyezték volna. Ebből februárban és áprilisban egy 15 milliós és egy 11 millió forintos részletet továbbutaltak a Jobbiknak, így a párt ennek segítségével kampányolhatott a 2009-es európai parlamenti választásokra.
2009. január 11-én Gegesy Ferenc SZDSZ-es országgyűlési képviselő lemondása miatt időközi parlamenti választást tartottak Budapesten, a IX. kerületben. A Jobbik részéről Szegedi Csanád alelnök indult képviselőjelöltként, a választási bizottságba Novák Elődöt delegálták. A választás a kopogtatócédula-gyűjtés körüli visszaélések miatt országos figyelmet kapott. Novák Előd vizsgálatot indított a kopogtatócédulák eredetiségét illetően, melynek során kiderült, hogy a Magyar Szociális Zöld Párt, a Magyar Demokrata Fórum és a MIÉP leadott céduláinak nagy része hamisítvány. Az érintett jelöltek indulását a választási bizottság nem engedélyezte.
Az első fordulóban a Jobbik jelöltje a harmadik helyet szerezte meg 8,5%-kal, azonban az alacsony részvétel miatt az eredmény érvénytelen lett. A két hét múlva, 2009. január 25-én tartott második fordulóban Szegedi Csanád a szavazatok 7,7%-át szerezte meg, de a szavazatok száma tovább nőtt az első fordulós eredményhez képest. A választás kapcsán a Jobbik kommunikációjában igyekezett a választói felé azt hangsúlyozni, hogy az SZDSZ megelőzésével harmadik politikai erővé váltak és támogatottságuk meghaladta az 5%-os parlamenti küszöböt. Ezután több időközi önkormányzati választáson is jó eredményt ért el (Tapolcán 7,06% Ajkán 18,92%, Pécsett 10,1%)

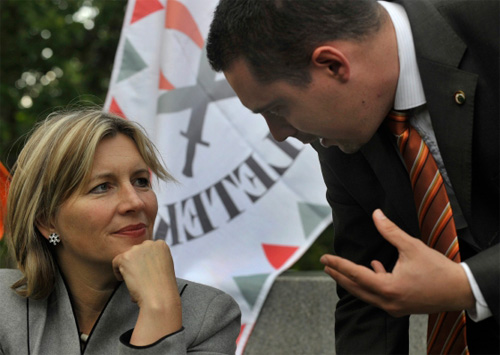
Morvai Krisztina és Vona Gábor a 2009-es európai parlamenti választás előtti kampány idején

A 2009. június 7-i európai parlamenti választáson a Jobbik a közvélemény-kutatásokat mintegy háromszorosan felülmúlva 14,77%-ot ért el, ráadásul 7 megyében még az MSZP-t is megelőzték. A párt ezzel 3 képviselőt (Morvai Krisztina, Balczó Zoltán, Szegedi Csanád) küldhetett az Európai Parlamentbe. A párt a választás eredményét óriási sikerként élte meg, s erre hivatkozva kommunikációja központi részévé tette a „Harmadik Erő” kifejezést.
2009. június 14-én a Jobbik együttműködésről egyeztetett Szegeden a Magyar Gárda szervezettel, a Hatvannégy Vármegye Ifjúsági Mozgalommal, valamint a radikális jobboldal két emblematikus figurájával: Toroczkai Lászlóval és Budaházy Györggyel. Az együttműködés ellenére szervezetek között komoly nézeteltérések vannak abban, hogy a jelenlegi helyzetet az utcán vagy a parlamenten belül kell-e megoldani. A Jobbik demokratikus pártként értelemszerűen az alkotmány adta keretek közt szeretne javítani.
A bíróság 2009. július 2-án jogerősen feloszlatta a Magyar Gárdát. Az ítélet szerint az egyesület a tényleges tevékenységét az egyesületi joggal visszaélve végezte, működése a cigány népcsoport szabadságának és jogainak olyan fokú sérelmével járt, amely indokolta a feloszlatást.
2009. október 9-én Szabó Gábor választmányi elnök vezetésével megalakult a Jobbik Országos Választmánya, és ezzel a párt belső intézményrendszere teljesen kiépült. Megválasztották a választmány alelnökeit is Farkas Gergely, Ferenczi Gábor, Korondi Miklós és Samu Tamás Gergő személyében.
A Jobbik 2010. január 16-án a parlamentbe jutásra esélyes pártok közül elsőként mutatta be programját, melynek a „Radikális változás” címet adta. A program a Jobbik eddigi célkitűzésein, programpontjain túlmenően (cigánybűnözés, államadósság, multinacionális cégek túlzott támogatása) kiemelt figyelmet fordít a „politikusbűnözés” visszaszorításának fontosságára. Fellép például a politikusi álláshalmozás ellen, melynek tilalmát saját alapszabályában is rögzítette, továbbá a közbiztonság erősítése mellett, a devizahitelesek helyzetének javítása érdekében is.

### Első parlamenti ciklus (2010–2014)
A Jobbik 2010-es választási kampányszlogenjei a következők voltak: 
- Radikális változást!
- A nép nevében
- Népítélet: 20 évet a 20 évért.
- Elszámoltatást! Tiszta erővel
- Magyarország a magyaroké!

A 2010-es országgyűlési választáson listán 16,67%-ot szereztek, ezzel befutva a 3. helyre, alig 3%-kal lemaradva a második MSZP-től. A Parlamentbe ezzel összesen 47 képviselőt küldtek. A Jobbik támogatta Molnár Oszkár független jelöltet, aki bejutott a parlamentbe. Képviselőcsoportjuk Sopronban tartott alakulóülése során, Vona Gábort, a párt elnökét választották frakcióvezetővé is, Balczó Zoltánt pedig az Országgyűlés alelnöki posztjára jelölték. Ezzel Balczó leköszönt EP-képviselői tisztségéről, átadva azt Kovács Bélának, aki a Jobbik külügyi kabinetjét vezette.

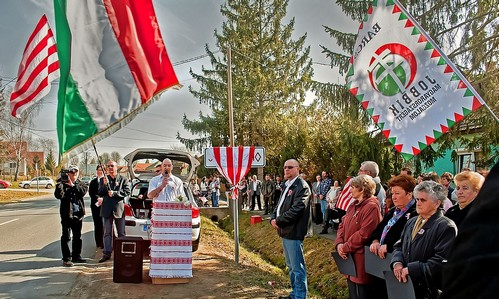
Rovástábla avatás Kaposmérőn 2011-ben

2011. márciusában megalapították a Jobbik Ifjúsági Tagozatot, így a pártnak saját ifjúsági szervezete lett. A szervezet 2013 áprilisában tartotta meg az I. Kongresszusát, amelyen a Jobbik volt országgyűlési képviselőjét, Farkas Gergelyt választották meg elnöknek.
2011 októberében a Tárki közlése szerint a Jobbik megduplázta biztos szavazóinak számát az év során. 2011 év végére a közvélemény-kutatások alapján a második legnépszerűbb párttá és egyben a legnépszerűbb ellenzéki párttá vált, utolérve vagy meg is előzve az MSZP-t, elnöke, Vona Gábor pedig a legnépszerűbb frakcióvezető lett.
2012 januárjában a három törvény módosítását követelő brüsszeli ultimátumot a Jobbik Magyarország szuverenitásának súlyos megsértésének vélte, tiltakozásképp január 14-én EU-ellenes demonstrációt tartottak, amelyen az Európai Unió zászlaját is elégették. A 2012. május 13-ai kormányellenes tüntetést Vona Gábor a Magyar Élet Menetének nevezte, s az ezt követő hónapokban több városban, köztük Veszprémben és Székesfehérváron is tartottak meneteket.
2012 júniusában egy a Jövőnk.info hírportálon kiszivárogtatott hangfelvétel arról tanúskodott, hogy Szegedi Csanád édesanyja zsidó származású. Pár napra rá maga erősítette meg ezt egy interjúban, hozzátéve, hogy csak 2012 áprilisában lett tudomása édesanyja származásáról. Ezek után ő, majd nem sokkal később testvére, Szegedi Márton is kilépett a pártból.

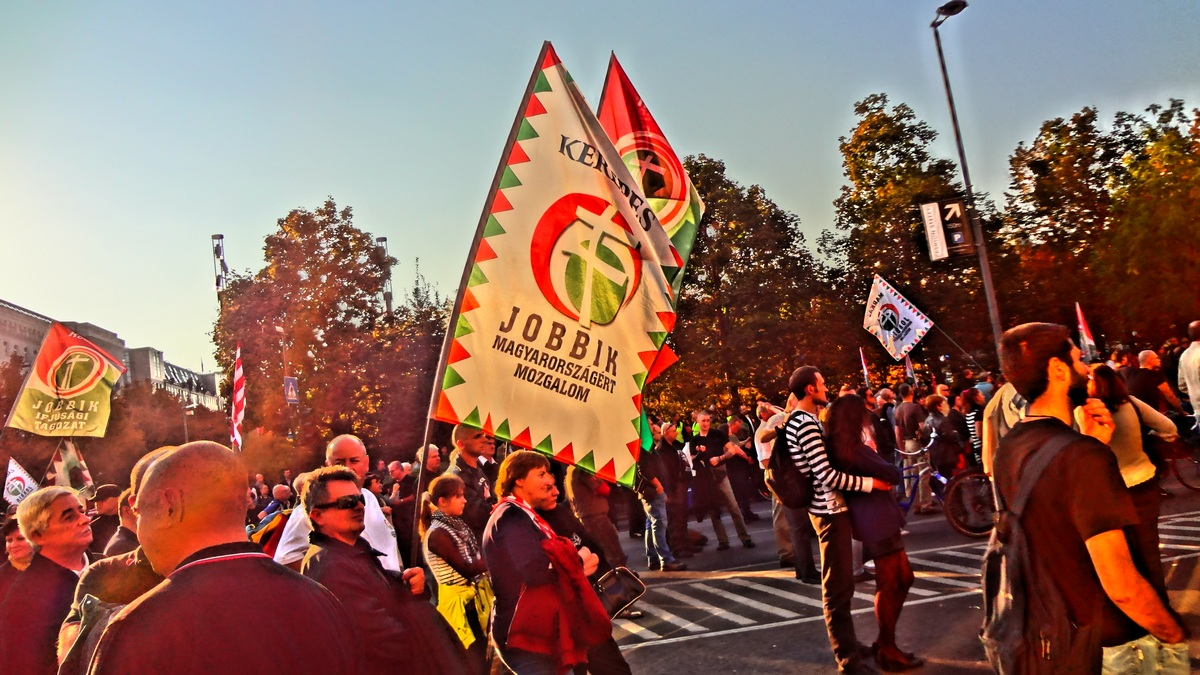
Felvonulás, 2012 október 23-án

2012. szeptember 28-án vonulásos tüntetéssel demonstrált a párt az elszámoltatásért és a kommunista luxusnyugdíjak megvonásáért az 1956 utáni megtorlásokat irányító Biszku Béla volt belügyminiszter és a Mansfeld Péterre is halálos ítéletet kérő Mátsik György ügyész háza előtt. A menetben több ezren vettek részt. A Magyar Élet Menete 2012 októberében az Avason, majd novemberben Zalaegerszegen folytatódott. November 21-én a Jobbik az izraeli Felhőoszlop hadművelet ellen és a palesztin áldozatok mellett tüntetést szervezett a budapesti izraeli nagykövetség elé. Az eseményen részt vett több nemzeti radikális szervezet mellett a Magyarországon Élő Palesztinok Egyesülete is.
A Jobbik pártalapítványa, a Gyarapodó Magyarországért Alapítvány 2012-ben egy díj alapításáról döntött Pongrátz Gergely-érdemkereszt díj néven. A díjat azok kaphatták, akik példaértékű fáradozásukkal kiemelkedő tevékenységet fejtettek ki a magyarság felemelkedéséért, nemzeti identitásának ápolásáért és függetlenségének előmozdításáért. Az első díjat Bíró András Zsolt, a Magyar–Turán Alapítvány alapítója, és a Nagy-Kurultáj szervezője kapta.
2012 április 25-én kizárták a pártból Endrésik Zsolt országgyűlési képviselőt, ugyanis a párt elnöksége szerint belső ügyeket szivárogtatott ki a hvg.hu-nak. 2012 december 5-én Rozgonyi Ernő kilépett a pártból. Mindkét politikus a Jobbikból való távozásuk után belépett a MIÉP-be.
2013-ban a Magyar Élet Menete Konyáron, Ózdon, majd Szarvason folytatódott. Februárban, a Jobbik évértékelő rendezvényén jelentette be Vona Gábor a Magyar Tavasz Mozgalom létrejöttét, melynek célja önmeghatározásuk szerint a nemzeti érzelmű fiatal értelmiség összefogása és a Hallgatói Hálózat balliberális véleménymonopóliumának megszüntetése. A párt 2013 májusában a Zsidó Világkongresszus idejére tüntetést szervezett a bolsevizmus és a cionizmus áldozatainak emlékére.
Vona Gábor 2013-as évértékelő beszédében megfogalmazta az ökoszociális politika alapvetéseit.

### Második parlamenti ciklus (2014–2018)

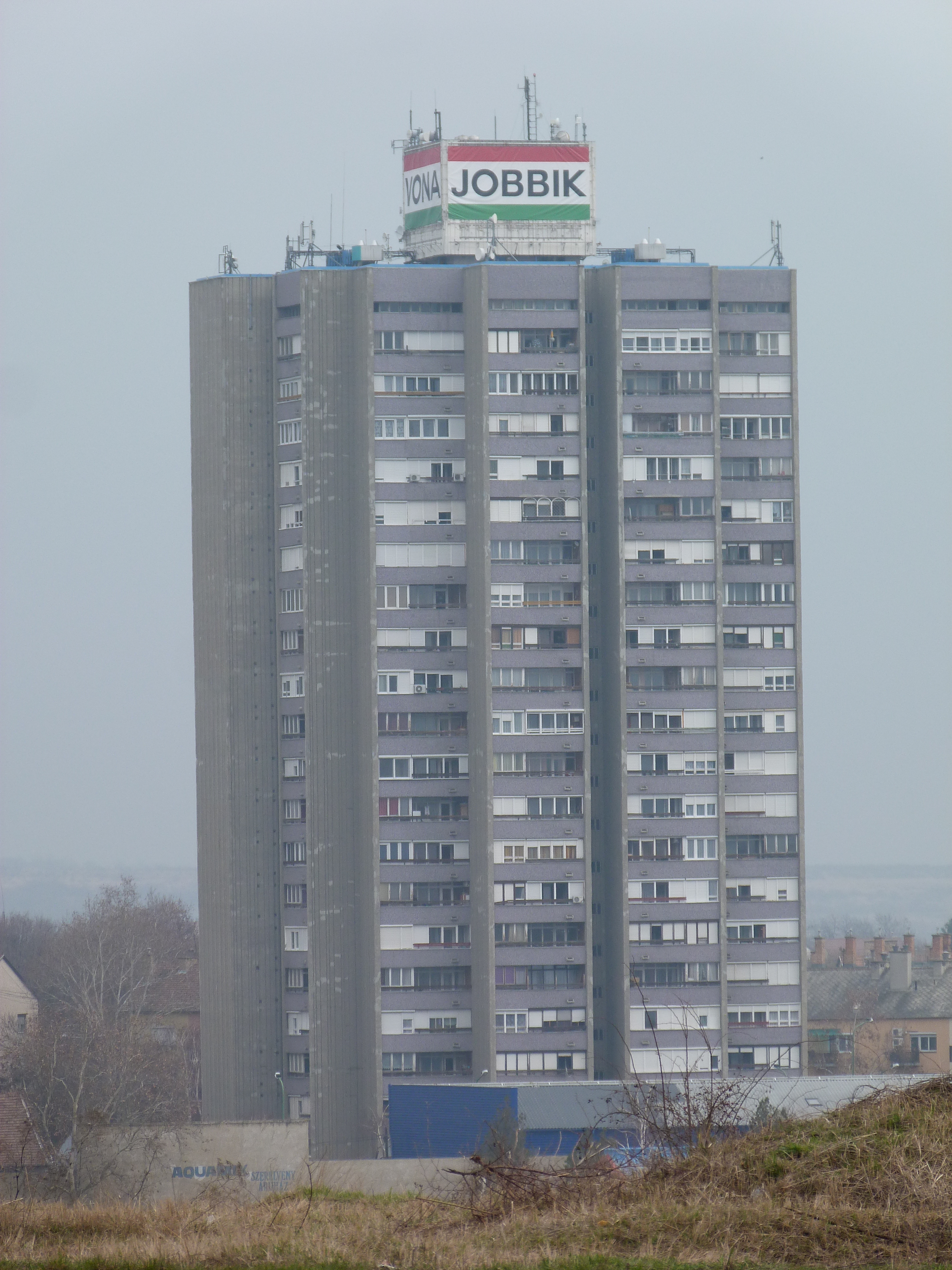
Választási reklám Gyöngyösön – 2014

A 2014-es országgyűlési választások kampányának kezdetén, 2013. október 24-én a Jobbik új plakátkampányba kezdett A jövőt nem lehet megállítani névvel. A kampány célja a fiatalok, főként gimnazisták és az egyetemi tanulók megszólítása volt. A Jobbik ezt úgy akarta elérni, hogy a párt a tartalmi kérdéseiben megmarad a radikális irányvonalon, de a stílus szintjén egy mérsékeltebb vonalat vesz fel. Ez a plakátkampány arculati szempontból is egy mérsékelt európai párt jellegét mutatta. A párt ekkor kezdett elmenni a néppárti irányba, ami később több kritikát is kapott néhány párttagtól, és sok jobbikos szavazótól is.
2014-ben az országgyűlési választáson a párt a szavazatok 20,3%-át szerezte meg, ezzel 23 képviselőt küldhetett az Országgyűlésbe. Az öt pártot tömörítő Baloldali összefogás pártszövetségtől mindössze 5%-kal maradtak le. Így a harmadik helyezett lett a párt, csakúgy, mint 2010-ben.
A Magyar Nemzet 2014. május 15-ei cikke szerint 2014 áprilisában az Alkotmányvédelmi Hivatal feljelentést tett a Jobbik akkori EP-képviselője, Kovács Béla ellen az ügyészségen, az Európai Unió intézményei ellen, Oroszország javára folytatott kémkedés gyanúja miatt. A Legfőbb Ügyészség az Európai Parlament elnökéhez fordult, indítványozva, hogy az Európai Parlament függessze fel Kovács mentelmi jogát. Kovács Béla tagadta az ellene és felesége ellen a sajtóban megfogalmazott vádakat. Egyes nemzetbiztonsági szakértők szerint szokatlan volt az eljárás, mert a kémek ellen tettenéréses letartóztatást szokás alkalmazni. Az ügy kirobbanása a párt szempontjából éppen kényes időben, a 2014-es európai parlamenti választási kampány hajrában történt.
A Kovács Béla ügy ellenére a párt az európai uniós választáson közel 15%-ot ért el, így három képviselőt, köztük Kovács Bélát delegálhatta az EP-be. Az önkormányzati választáson 14 településen győzött a Jobbik jelöltje, köztük Ózdon, Tapolcán, Tiszavasváriban és Devecserben, de emellett több tucat településen választottak jobbikos támogatottságú polgármestert. Az Ózdon és Recsken megismételt választást ismét a jobbikos jelöltek nyerték. Az Ózdon kiemelkedő sikert elérő Janiczak Dávid győzelmét Vona Gábor a 2018-as választás első győzelmének nevezte.

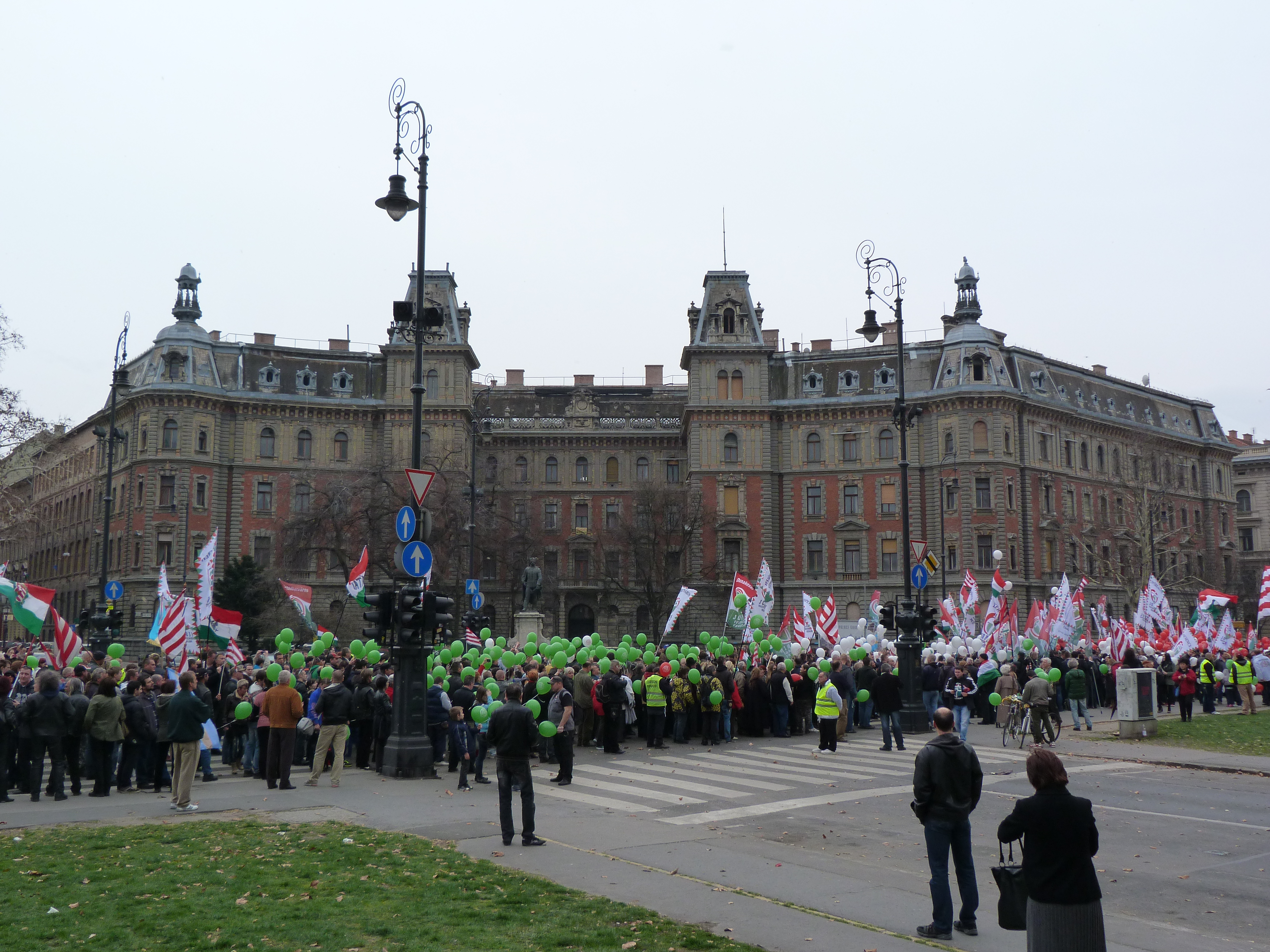
Jobbik Nagygyűlés a Köröndön – 2014. március 15.

Róna Dániel elemzése szerint 2010-ben a frakció 44, az elnökség 75%-a radikálisnak besorolt politikusokból állt, 2014-ben ugyanezek az arányok 33, illetve 50%-ra csökkentek.
A 2015. április 12-én megtartott tapolcai időközi országgyűlési választást a Jobbik jelöltje, Rig Lajos nyerte, így a párt megszerezte első egyéni mandátumát a magyar Országgyűlésben, képviselőinek száma pedig 24-re nőtt.
A Jobbik 2015-ös kongresszusán az akkori pártelnök szerint a Fidesz és az MSZP a múlt erőiként egymással hadakoznak, miközben az ország tönkremegy. Vona Gábor azt is kijelentette, hogy "aki náci romantikára vágyik, az ne a Jobbikban keresse azt.”
A 2016. január 30-ai évadnyitó beszédében Vona Gábor pártelnök az „ellenzéki kormányzás” és a „hídépítés” fontosságát hangsúlyozta különböző szétszakított társadalmi csoportok között. Ennek jegyében Valódi Nemzeti Konzultációt hirdetett az egészségügy, a korrupció és az oktatás tárgykörében. 2016 februárjában országjárásba kezdett a pártelnök, melynek során párbeszédet kezdeményeznek a szakmai területek, civil szervezetek és érdekképviseletek képviselőivel, nyárig pedig minden postaládába el szeretnék juttatni a konzultációs kérdőívet.

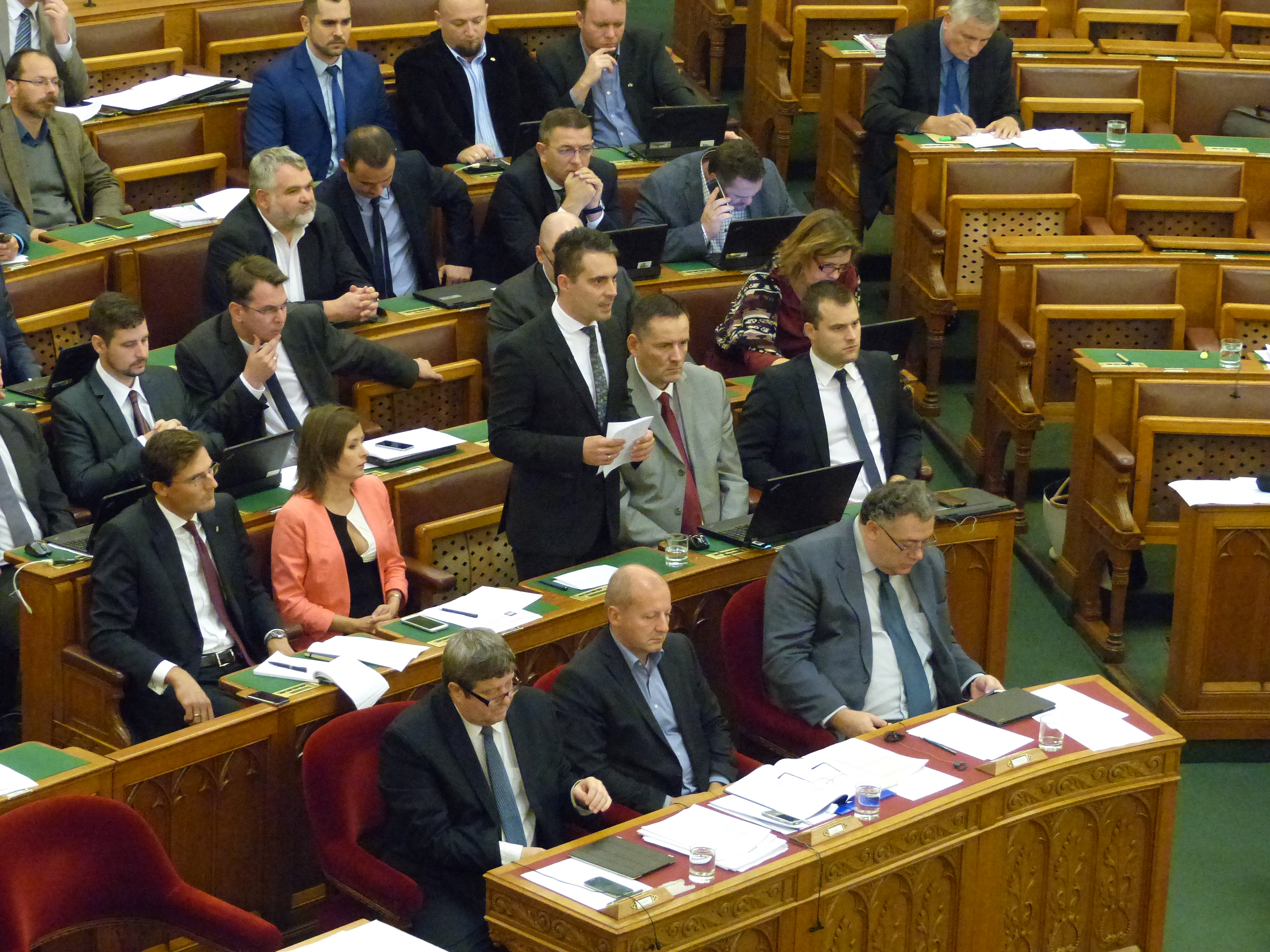
A Jobbik frakció a Parlamentben 2016-ban

Április 20-án Vona kijelentette, hogy a Jobbik három alelnökét, Novák Elődöt, Apáti István és Szávay Istvánt nem engedi indulni a párt tisztújító közgyűlésén. A párt elnöke egyértelműen a néppártosodás kezdeti lépésének szánta a három radikálisnak mondható politikus leváltását, ezzel egy időben azonban a párt szimpatizánsai is két táborra szakadtak. Május 29-én a Jobbik kongresszusán megválasztották az új alelnököket, akik Toroczkai László, Fülöp Erik és Janiczak Dávid lettek.
Az Alaptörvény 7. módosításának megszavazását Vona Gábor a letelepedési kötvények kivezetésétől tette függővé, így 2016. november 8-án az Országgyűlés a módosítót elutasította.
2017. január 28-án az évértékelő beszédében Vona kijelentette, hogy készen állnak a néppárti kormányzásra, arra , hogy minden magyar embert képviseljenek és, hogy megreformálják a magyar politikai életet.
Február 19-én Perlaky-Papp József, a Budapesti Metropolitan Egyetem címzetes docense úgy nyilatkozott, hogy a Jobbik jelentheti a legnagyobb és a legvalósabb esélyt, hogy 2018-ban kormányváltó pártként lépjen fel a választásokkor.
Áprilisban jobbikos parlamenti képviselők (szocialistákkal és függetlenekkel együtt) támogatták az LMP alkotmánybírósági beadványát a felsőoktatási törvénymódosítás utólagos normakontrollja ügyében. Május 17-én az Európai Bizottság jóváhagyta a Jobbik európai béruniós kezdeményezését.
2017. augusztus 14-én Vona Gábor pártelnök egy ATV-nek adott interjúban kijelentette, hogy kész bocsánatot kérni a zsidóságtól és a cigányságtól, és hogy szerinte a Jobbik soha nem volt antiszemita, cigányellenes, rasszista párt. Ennek azonban a képviselők és a pártelnök számos korábbi nyilatkozata ellentmondani látszik.
2017 december 6-án három és fél év nyomozás után vádat emeltek Kovács Béla ellen kémkedés, költségvetési csalás és hamis magánokirat felhasználása miatt. A vádemelés hírére a Jobbik EP-képviselője bejelentette, hogy kilép a pártból, hogy a per ne terhelje a választási kampányban a pártját.
A párt múltbéli pénzügyeivel nem volt minden rendben. Mint kiderült, a Jobbik párttá alakulása után évekig nem tette elérhetővé a pénzügyi mérlegét a Magyar Közlönyben, dacára, hogy ez pártként kötelessége lett volna. Mivel a párt ekkor még nem kapott közpénzt, az Állami Számvevőszék nem ellenőrizte rendszeresen a könyvelését. A 2006-os választásokra alakult MIÉP-Jobbik szövetség ugyanakkor kapott közpénzt, miután két százalékot ért el, de ez a pénz csak 2010 januárjában került elszámolásra. A párt 2015-ben közleményt adott ki, amiben kifejtette, hogy az Országos Választmánya csak 2009 október elején alakult meg, így addig nem volt a Jobbiknak olyan testülete, amely jogosult lett volna elfogadni a pénzügyi beszámolót.

#### 2017-es plakát-ügy és lejáratókampány
A Jobbik 2017-ben nagyszabású kormány- és Fidesz-ellenes plakátkampányba kezdett Simicska Lajos érdekeltségébe tartozó cégektől bérelt hirdetési helyeken, mellyel kapcsolatban felmerült a tiltott pártfinanszírozás kérdése. A párt a honlapján nyilvánosságra hozta, hogy hány plakátot helyezett ki: 2017 áprilisában 2468 db óriásplakát, 312 db city light, 303 db hirdetőoszlop, 292 db dupla city light; 2017 májusában 2470 db óriásplakát, 300 db city light, 304 db hirdetőoszlop, 257 db dupla city light.
Néhány nap múlva megadták, hogy mindez áprilisban 27 359 917, májusban 26 797 472 forintba került. Az adatok alapján a hirdetések egységára kb. a tizede annak, amit korábban az LMP alapítványa, az Ökopolisz fizetett (12 millió forint / 150 plakát).
Szeptemberre a kormány pár hónappal korábban életbe léptetett szabálya miatt azokat a névtelen, Jobbikéra hasonlító, emiatt nekik tulajdonított plakátokat is leszedetnék, amelyeken ugyanúgy Orbán Viktor, Mészáros Lőrinc, Habony Árpád és Rogán Antal szerepelt kormánykritikus szlogenekkel. A szabály szerint ugyanis a hasonlóság miatt ugyanolyan pártplakátnak minősülnek. A párt saját költségén vásárolt zalaegerszegi plakáthelyeit is törvényellenesnek mondta ki a megyei kormányhivatal, ezért azokat a két napos türelmi időt sem megvárva azonnal le is szedette. A Fidesz továbbra is pártfinanszírozási botrányt emlegetett, de feljelentést nem tett. A Jobbik szerint „az Orbán-rezsim a szólásszabadságot is veszélyeztetve, erővel fojtja bele a szót az ellenzékbe, és még magántulajdont is sért, ezért jogi lépést indítanak az ügyben.”
A plakát-ügy kipattanása után a Fidesz-közeli médiumok a párt és Vona Gábor elleni lejáratókampányba kezdtek, amihez Vona a Fidesz nyugdíjas támogatóiról mondott Facebook-bejegyzését használták alapul. Vona július 22-én, az Orbán Viktor tusványosi beszéde közben bántalmazott, majd kivezetett tüntetőnő kapcsán fogalmazott meg bíráló hangú bejegyzést az ott lévő „viktoriánus nyugdíjasokon eluralkodott lincshangulatról”, majd többek közt a dunaújvárosi Jobbik-fórumon felbukkanó „fideszes nyugdíjasokról”, akiknek „a szemeikben gyűlölet lobogott, a szájukból pedig a szennyvíz folyt.” Ugyanakkor „őszinte szeretettel üdvözölte azt a sok-sok nyugdíjas honfitársát, aki képes a politika manipulációjától függetleníteni magát.” Az esetre reagálva a kormány és annak idősügyi szervezete, az Orbán elnökölte Idősek Tanácsa elítélte Vonát a kijelentése miatt, az ügyben a Fidesz még „tájékoztatókampányt” is indított, több kormányközelinek számító médium pedig ismeretlen szerzőjű cikkeket jelentetett meg, melyekben Vonát és a pártját szervezett nyugdíjas-ellenes tevékenységekkel vádolták, mindenféle bizonyíték nélkül. A rendőrség közlése szerint sem érkezett ilyen ügyben feljelentés.

### Harmadik parlamenti ciklus (2018–2022)

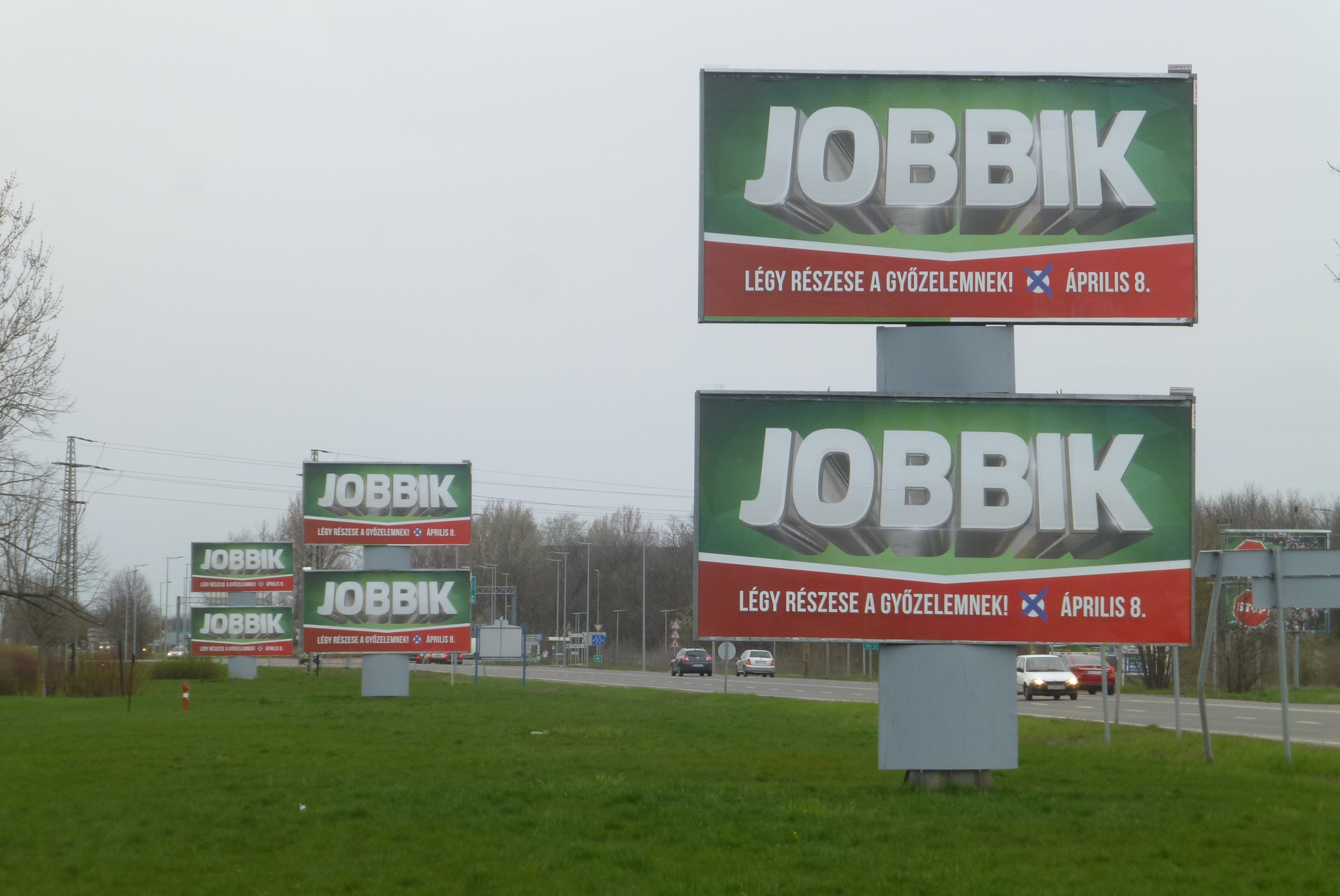
A Jobbik óriásplakátjai a 2018-as magyarországi választások kampányának idején

2018-ban az országgyűlési választáson a párt a szavazatok 19,06%-át szerezte meg, ezzel 26 képviselőt küldhetett az Országgyűlésbe. Viszont mivel a párt nem nyerte meg a választást, Vona Gábor ígéretéhez híven április 9-én lemondott elnöki tisztségéről, és kilépett a Jobbikból.
Vona Gábor lemondása után a megválasztott elnökkel, Sneider Tamással szemben a radikálisabb irányvonalat képviselő Toroczkai László indult az elnöki székért, amit 54:46 szavazataránnyal Sneider nyert el. Az elnökválasztás után nem sokkal Toroczkait kizárták a pártból elnökhelyettes-jelöltjével, Dúró Dórával együtt. Ezután a Jobbikban alapszervezetek szűntek meg, 132 önkormányzati képviselő, köztük 10 polgármester hagyta el a pártot. Sok kilépő a Mi Hazánk Mozgalomhoz csatlakozott.
Kiderült, hogy a Jobbik az ÁSZ-bírságra kapott támogatásokat kampánycélra használta fel. 2018 őszén Volner János akkori alelnököt kizárták a Jobbik parlamenti frakciójából a párt belügyeinek kiszivárogtatásának vádjával. Volnerrel 2 képviselő is távozott a frakcióból, Apáti István és Fülöp Erik (mindhárman megtartották parlamenti mandátumukat). 2019 januárjában Szávay István és Staudt Gábor képviselők távoztak az országgyűlésből, mandátumaikról lemondtak. 2019. február 26-án Hegedűs Lorántné, aki 2018. május 12-től volt alelnök, bejelentette kilépését a Jobbik parlamenti frakciójából, valamint lemondott minden tisztségéről és kilépett a pártból. 2019 februárjában kilépett a pártból Lokody Levente, továbbá megszüntette magát a párt Maros megyei szervezete is, ezáltal a Jobbiknak megszűnt az utolsó erdélyi szervezete is. 2019. április 1-én Gyüre Csaba letette a hivatali esküjét az országgyűlésben.
A 2019-es európai parlamenti választáson a párt 220 184 szavazattal 6,34%-ot ért el, így 1 képviselőt küldhetett az Európai Parlamentbe. A Jobbik így a második legerősebb párt helyéről az ötödik helyre esett vissza. 
2019. június 1-én lemondott a Jobbik elnöksége a választáson elért eredmény miatt. Jakab Péter 2019 augusztusában jelentette be, hogy elindul az elnöki tisztségért.
2018. december 12-én a magyar parlament botrányos ülésen elfogadta A munka törvénykönyve túlóráról szóló törvényének módosítását, ismertebb nevén rabszolgatörvényt. A Jobbik a többi ellenzéki párttal együtt a törvénymódosítás ellen szavazott. A parlamenti ülést követően több városban is tömeges tiltakozások kezdődtek, amelyeken Jobbik a többi ellenzéki párttal együtt közösen vett részt.
2020 januárjában tartotta meg a párt tisztújító kongresszusát, ahol a delegáltak túlnyomó többsége, 87,8%-a Jakab Pétert választotta a párt elnökévé. Jakab megválasztásakor úgy fogalmazott, hogy most a Jobbik új lendületet vesz és egy érdemelvű pártként fog tovább működni. A párt elnökhelyettese Gyöngyösi Márton lett, az elnökségi tagok pedig: Ander Balázs, Dudás Róbert, Lukács László György, Potocskáné Kőrösi Anita, Szilágyi György és Z. Kárpát Dániel. Az új elnökség 2022. június 30-ig kapott megbízást, amely értelmében a 2022-es országgyűlési választáson már Jakab vezetésével indul a Jobbik.
2020 februárjában az összellenzéki támogatású, jobbikos Kálló Gergely nyerte a dunaújvárosi időközi országgyűlési képviselő-választást. Erre azért került sor, mert a 2019-es őszi önkormányzati választásokon Pintér Tamás, a Jobbik helyi egyéni országgyűlési képviselőjét polgármesternek választották Dunaújvárosban, ezért lemondott parlamenti mandátumáról.
2020. február 19-én Bencsik János, március 2-án pedig Bana Tibor is kilépett a frakcióból és a pártból is.Távozásukat Jakab Péterrel és Gyöngyösi Mártonnal való elégedetlenségükkel indokolták, mandátumaikat megtartották.

A párt zászlója 2003 és 2020 között

2020 májusában a párt logót és arculatot váltott. A korábbi piros fehér zöld színű dizájnt a türkiz szín váltotta fel. A párt mottóját pedig a 2018-ban használt A Nép Pártjánról a Magyar Néppártra cserélték.
2020. május 27-én három országgyűlési képviselő, Sneider Tamás, Varga-Damm Andrea és Farkas Gergely lépett ki a párt parlamenti frakciójából, mandátumukat nem adták vissza. Sneider Tamás indoklása szerint "Jakab Péter elnökségének mindössze négy hónap kellett ahhoz, hogy minden nemzeti és konzervatív gondolatot kihajítson az ablakon". 2020. június 2-án kilépett a pártból Eger polgármestere, Mirkóczki Ádám.
2020. augusztus 11-én a Jobbik országos elnökségének nyilatkozta szerint a párt a következőket támogatja:
- Minden választókerületben egy ellenzéki jelölt szálljon szembe a Fidesz jelöltjével.
- Az ellenzék közös miniszterelnökjelöltet állítson Orbán Viktor kihívójaként.
- A képviselőjelöltek és a miniszterelnökjelölt személyéről a nép döntsön előválasztáson.

A 2020-as tiszaújvárosi időközi választáson az ellenzéki összefogás pártszövetség által támogatott jobbikos Bíró László 46,27%-ot ért el, és ezzel a második helyen végzett.
2020. december 20-tól az Egységben Magyarországért szövetség tagja.

### Negyedik parlamenti ciklus (2022–2026)
A 2022-es országgyűlési választáson a Jobbik az Egységben Magyarországért pártszövetség tagjaként indult. A független Márki-Zay Péter által vezetett összefogás súlyos vereséget szenvedett a választáson, a Fidesz–KDNP az előzetes várakozások ellenére is megőrizte kétharmados többségét a törvényhozásban, sőt, növelni tudta szavazótáborát az ellenzékkel szemben. Az egységes ellenzék így összesen 57 mandátumot nyert, melyből – Márki-Zay Péter lemondása miatt – 10 jutott a Jobbiknak. Az ellenzéki pártok közül a Jobbik szenvedte a legnagyobb veszteségetː kulcsfontosságú politikusaik – köztük az alelnökök fele – estek ki a parlamentből, így Szilágyi György, Steinmetz Ádám, Potocskáné Kőrösi Anita, Stummer János, Rig Lajos, Ander Balázs, Nunkovics Tibor, Csányi Tamás, Gyüre Csaba, Magyar Zoltán és Kálló Gergely.
2022 májusában Stummer János elindult a Jobbik elnöki posztjáért, de kikapott Jakab Péterrel szemben. Ezt követően Stummer János kilépett a Jobbikból. 2022. június 8-án Jakab Péter lemondott a Jobbik elnökségéről, miután többen ellene fordultak. 2022. július 2-án a párt elnöki tisztségét Gyöngyösi Márton szerezte meg a delegált tagok szavazatának 68%-ával.
A párt kongresszusa 2023. február 25-én döntött arról, hogy nevüket Jobbik Magyarországért Mozgalomról Jobbik – Konzervatívokra cserélik.
2023. június 6-án a Jobbik kilépett az ellenzéki összefogásból.
A párt részt vett a 2024-es európai parlamenti választáson, ahol csak 0,99%-ot ért el. Ennek hatására Gyöngyösi Márton 2024. október 15.-én bejelentette hogy kilép a pártból és visszavonul a közéletből. Utódja Adorján Béla lett, akit hivatalosan 2024. június 29-én választottak meg a párt elnökévé. 2024. szeptemberében a párt neve újra Jobbik Magyarországért Mozgalom lett.

## Szervezeti felépítése

### Elnökei
| # | Kép | Név                                     | Hivatal kezdete    | Hivatal vége       | Forrás  |
| - | --- | --------------------------------------- | ------------------ | ------------------ | ------- |
| 1 |     | Kovács Dávid                            | 2003. október 24.  | 2006. november 25. |         |
| 2 |     | Vona Gábor                              | 2006. november 25. | 2018. április 9.   |         |
| 3 |     | Sneider Tamás                           | 2018. május 12.    | 2020. január 25.   |         |
| 4 |     | Jakab Péter                             | 2020. január 25.   | 2022. június 8.    |         |
| ü |     | Potocskáné Kőrösi Anita ügyvezető elnök | 2022. június 8.    | 2022. július 2.    | [ 147 ] |
| 5 |     | Gyöngyösi Márton                        | 2022. július 2.    | 2024. június 29.   | [ 148 ] |
| 6 |     | Adorján Béla                            | 2024. június 29.   | hivatalban         | [ 149 ] |

### Tagozatok
A párt alapszabálya szerint „a tagozat olyan nyitott szerveződés, amely fórumot teremt a párttagok és nem párttagok elsősorban szakmai véleménynyilvánítására. A Jobbik Ifjúsági Tagozatot 2011-ben, a Jobbik Nyugdíjas Tagozatot pedig 2017-ben alapították.
| Név               | Elnök      | Elnökhelyettes vagy alelnök                                                                 |
| ----------------- | ---------- | ------------------------------------------------------------------------------------------- |
| Nyugdíjas Tagozat | nincs      |                                                                                             |
| Ifjúsági Tagozat  | Nagy Bence | Bencsik László, Lakatos Réka, Magyari Tibor, Müller Bence, Vincze Miklós, Mátrai Boldizsár. |

### Külföldi szervezetei
A Jobbik 2016 júniusáig hét külföldi baráti kört alapított Münchenben, New Yorkban, Londonban, Bécsben, Zürichben, Bristolban és Dublinban. A párt célkitűzése az volt, hogy 2018-ig minden olyan nyugat-európai vagy tengerentúli nagyvárosban legyen szervezett jobbikos közösség, ahol jelentős számú magyarság él, emellett a kint élők segítségét várta a párt, hogy jobb rálátással bírjon a meghatározó kül- és nemzetpolitikai kérdésekben.
A Jobbik 2020-ban frissített weboldala szerint a pártnak egyetlen külföldi szervezete sincsen.
A Jobbik alapszervezetei

### Párttagok száma
| A Jobbik Magyarországért Mozgalom tagjainak száma | A Jobbik Magyarországért Mozgalom tagjainak száma | A Jobbik Magyarországért Mozgalom tagjainak száma |
| Év                                                | Tagok száma                                       |                                                   |
| ------------------------------------------------- | ------------------------------------------------- | ------------------------------------------------- |
| 2009.                                             | kb. 5200 fő                                       |                                                   |
| 2010.                                             | kb. 10000 fő                                      |                                                   |
| 2011.                                             | 12430 fő                                          |                                                   |
| 2015.                                             | 17226 fő                                          |                                                   |
| 2016.                                             | 17927 fő                                          |                                                   |
| 2019.                                             | kb. 13000 fő                                      |                                                   |

## Ideológia, pártprogram

### Ideológia

#### 2003-as alapító nyilatkozat
Alapító nyilatkozata szerint a Jobbik Magyarországért Mozgalomnak célja a „rendszerváltozás befejezése, a jelenleginél igazságosabb társadalom megteremtése”. Önmeghatározása szerint „értékelvű, konzervatív, módszereiben radikális, nemzeti-keresztény párt, mely programjával a nemzet egészét kívánja képviselni”. Büszkén felvállalták a nacionalizmust, de elutasították, hogy soviniszták lennének. A politikában ellenfélnek tekintették az MSZP-t, a szerintük szélsőségesen liberális SZDSZ-t, valamint éles kritikát fogalmaztak meg a szerintük liberális gyökerű, polgári Fidesszel szemben is. Vona Gábor elnökké választása után a Jobbik békés egymás mellett élést hirdetett minden jobboldali párttal, ezért a Fidesszel szembeni fenntartásai is mérséklődtek.

#### 2012-es évadnyitó rendezvény
A párt 2012-es évadnyitó rendezvényén tartott beszédében Vona Gábor kijelentette, hogy ők nem kommunisták, nem fasiszták, nem nemzetiszocialisták, de demokraták sem. A Jobbik szellemi centruma szerinte nem az osztályhatalom, nem az államhatalom és nem a faji alapokon nyugvó hatalom, de nem is a pénz és a szellemi tőke. Nem tagjai annak a demokrata eszmeiségnek, amellyé az mára züllött – állította. Vona szembe helyezte pártját a „materialista, ultraliberális” eszmeiséggel és hozzátette, hogy ezzel „a nemzet-, ember- és istenellenes rendszerrel” nem fognak kompromisszumot kötni.

#### A 2020-as elvi nyilatkozat
A párt tisztújító kongresszusa után, 2020. június 30-án az új elnök, Jakab Péter és Dr. Brenner Koloman a párt stratégiai tanácsának képviselője meghatározta a párt irányvonalát, ideológiáját, vagyis a Jobbik Elvi Nyilatkozatát. A párt nemzeti, keresztény, konzervatív, jobbközép, szociálisan érzékeny néppártként határozta meg önmagát a dokumentumban, amely céljai között említi a jóléti Magyarország és polgári társadalom megteremtését. Jakab úgy fogalmazott, hogy megválasztásával a Jobbik néppártosodási folyamata lezárult. A dokumentum Magyarország egyetlen néppártjaként határozza meg a Jobbikot. A párt megérkezett a politikai centrumba, a szabadság és a gyarapodás lehetőségét kínálja minden tisztességes magyar embernek, kiváltképpen azoknak, akik ezt az elmúlt három évtizedben nem kapták meg.
A dokumentum a felsoroláson túl, még tovább bővítette a párt önmeghatározását:  „A Jobbik olyan európai párt, amely hisz abban, hogy Magyarország több mint ezer éve Európát és a kereszténységet választotta, és a jövője is Európában lesz". A párt eszmei előképének tekinti az Európai Unió keresztény alapító atyáit Robert Schumant, Alcide De Gasperit és Konrad Adenauert.
Ember Zoltán, az Iránytű Intézet elemzője szerint a deklaráció egyik oka a néppártosodás gyökerében keresendő. Vona Gábor 2016-os „szerencsétlennek tűnő” posztját idézte fel, amelyben a párt akkori elnöke azt írta, hogy elvette a Jobbik lelkét a néppártosodással. Az elemző szerint a Jobbik egyértelműen jobbközép pártként definiálja magát, emellett egy keresztényszociális irányvonalat jelölt meg.

### Pártprogramok
Rend a liberalizmus ellen – 2006-os országgyűlési választási program Archiválva 2020. november 29-i dátummal a Wayback Machine-ben
Magyarország a magyaroké! – 2009-es európai parlamenti választási program
Radikális változást! – 2010-es országgyűlési választási program
Kimondjuk. Megoldjuk. – 2014-es országgyűlési választási program Archiválva 2020. november 30-i dátummal a Wayback Machine-ben
Nemzetek Európája – 2014-es európai parlamenti választási program
Magyar szívvel, józan ésszel, tiszta kézzel – 2018-as országgyűlési választási program
Biztonságos Európát, szabad Magyarországot! – 2019-es európai parlamenti választási program
Szabad emberek, szabad települések – 2019-es önkormányzati választási program

## A Magyar Gárda
2007. augusztus 25-én Vona Gábor, a Jobbik akkori elnöke a párt támogatásával egyesületként alapította meg és jegyeztette be a Magyar Gárda szervezetet, mely alapító nyilatkozata szerint „része vagy gerince” kíván lenni a Bethlen Gábor-program szerint felállítandó nemzetőrségnek, és – szociális és karitatív missziók támogatása és szervezése, illetve a katasztrófaelhárítás és polgárvédelem mellett – a „nemzeti önvédelem erősítésében” és „rendvédelmi” feladatok ellátásában kíván aktívan részt venni. A gárda megalakulását heves politikai viták kísérték.
2008. március 10-én kilépett a Jobbikból Kovács Dávid, a párt alapító elnöke, Nagy Ervin, a választmányi elnök és Fári Márton, a párt etikai bizottságának volt elnöke. Kilépésük okául a Magyar Gárdát jelölték meg, nyilatkozatuk szerint „a Jobbik szétválaszthatatlanul egybemosódott a Gárdával, felelősséget vállalva valamiért, amit hosszú távon valójában irányítani nem képes”. A párt szerint a kilépett tagok Magyar Gárdával kapcsolatos megnyilatkozása csak kifogás, amely számos téves információn alapul. A három volt tag más okok miatt már egy éve inaktív volt.

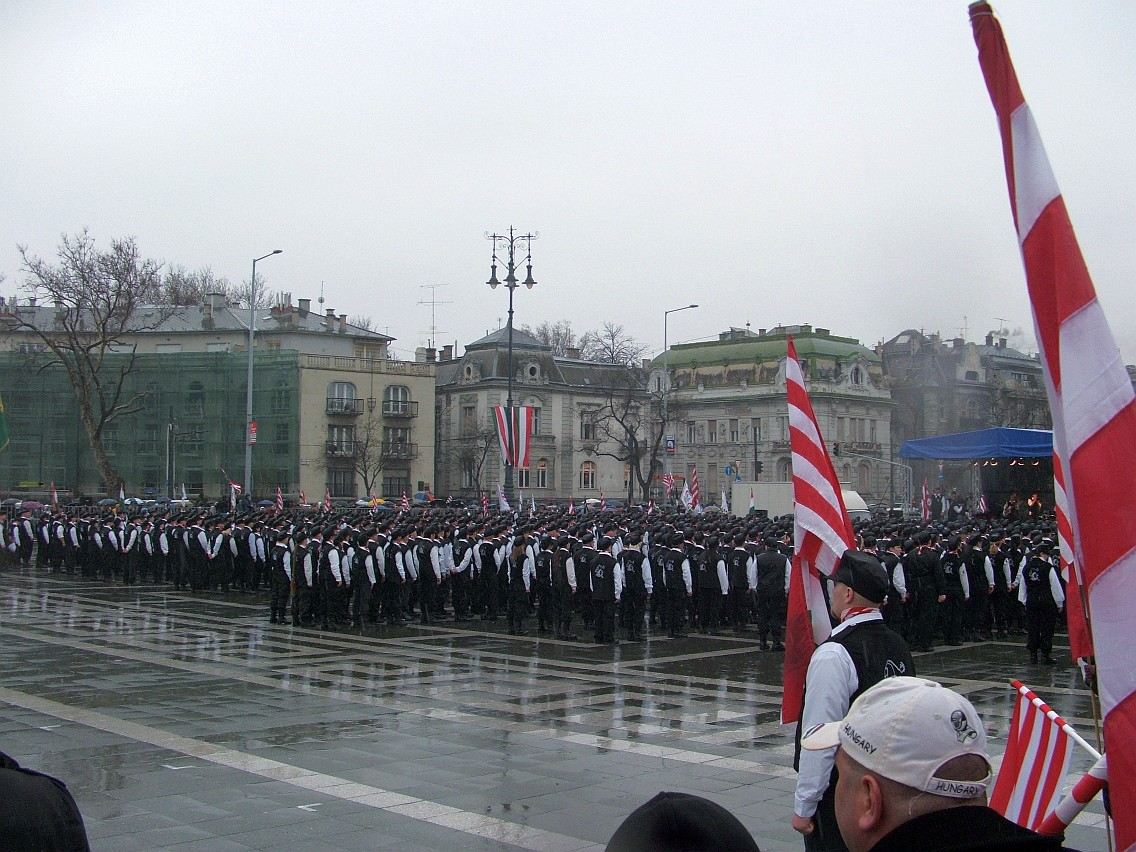
Gárdisták avatása 2009. március 15-én

2009. június 14-én Szegeden a Jobbik, a Magyar Gárda, a HVIM és egy frissiben alakult szervezet az úgynevezett Betyársereg találkozott, ahol a jelenlevők leszögezték: „Összefognak és együttműködnek ezentúl a valódi nemzeti oldal képviselői.” Céljuk egyebek között a közeljövőben tartandó fővárosi melegfelvonulás megakadályozása. A Betyársereg rendvédelmi feladatokat kíván ellátni akkor, ha a hivatalos rendvédelmi szervek képtelenek eleget tenni kötelezettségüknek.
A bíróság 2009. július 2-án jogerősen feloszlatta a Magyar Gárdát. Az ítélet szerint az egyesület a tényleges tevékenységét az egyesületi joggal visszaélve végezte, működése a cigány népcsoport szabadságának és jogainak olyan fokú sérelmével járt, amely indokolta a feloszlatást.

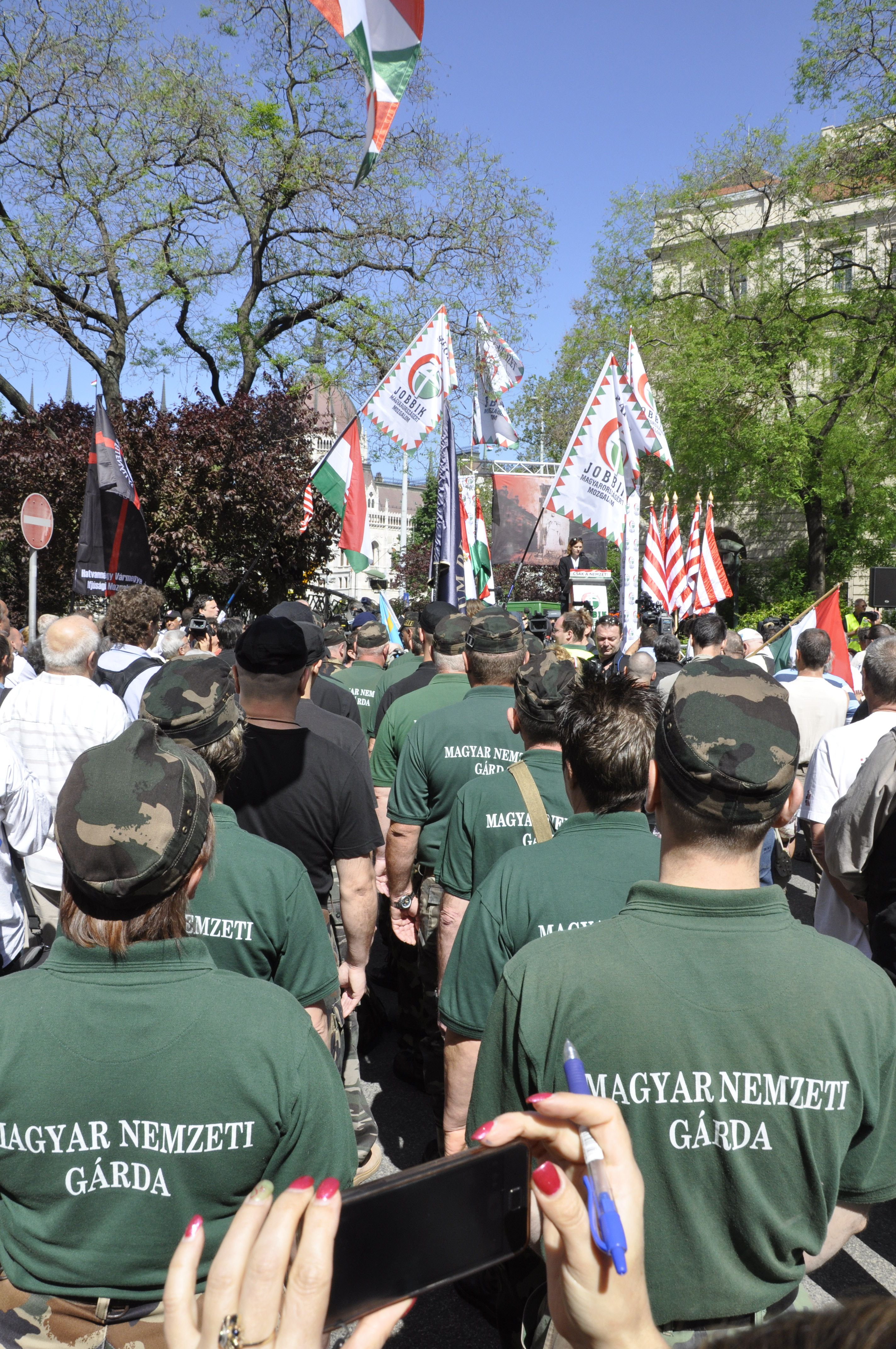
A Jobbik és a Magyar Nemzeti Gárda tüntetése a 2013-as budapesti Zsidó Világkongresszus ellen

A Jobbik és a Magyar Gárda utódai között 2014-ben megromlott a viszony. Később a gárda tüntetést is szervezett a Jobbik akkori elnöke, Vona Gábor ellen. 2017. január 28-án Silip Norbert, a Magyar Gárda volt vezetője úgy nyilatkozott a Jobbik évadnyitó rendezvényével egyidőben, hogy „Visszavesszük Vona Gábor mellényét, mert méltatlanná vált az esküjéhez." A gárdát később a Jobbikból kizárt Toroczkai László, a Mi Hazánk Mozgalom elnöke újjászervezte Nemzeti Légió néven, amely azóta a Mi Hazánk Mozgalomhoz köthető szervezetté vált.

## Média
A Jobbikhoz megalakulása óta több internetes és nyomtatott médium is tartozott, illetve tartozik. Első hivatalos pártlapjuk a Magyar Mérce volt, 2006 és 2009 között, ennek főszerkesztője Novák Előd volt. 2009-ben az újság felvette a Barikád nevet, innentől Pörzse Sándor szerkesztette. 2013-tól a barikad.hu internetes portál független lett a nyomtatott laptól, és alfahir.hu-ra változtatta a nevét. A Barikád hetilap 2017-ben végleg megszűnt. A Jobbik még 2011-ben indította el a Hazai Pálya című újságot, ami jelenleg is létezik, de csak zárt körben, a pártirodákban terjesztik.
A Jobbik létrehozta a Kiegyensúlyozott Médiáért Alapítványt, amely jelenleg az Alfahír és a Hazai Pálya kiadója, valamint ők készítik az interneten nézhető Nemzeti Televízió (N1TV) adásait is. A fentieken kívül jobbikos kötődésűnek tekinthető a Zsúrpubi internetes portál is, melynek kiadója a Hungária Média Kft. A médiaalapítvány vezetője jelenleg Béres Ferenc Attila.

## Nemzetközi kapcsolatok

### Európai Parlament

#### Európai Nemzeti Mozgalmak Szövetsége
Vona Gábor, a párt akkori elnöke a NEWS osztrák hírmagazinnak nyilatkozva elképzelhetőnek tartotta, hogy „keresni fogják a kapcsolatot az Osztrák Szabadságpárt vezetésével az Európai Parlamentben, méghozzá egy olyan szövetség létrehozása céljából, amely bürokraták helyett erős nemzetállamok projektjévé alakítja át az Európai Uniót”.
2009. október 24-én a Jobbik VI. kongresszusán a francia Nemzeti Front, az olasz Fiamma Tricolore, a belga Nemzeti Front, a svéd Nemzeti Demokraták, és a Jobbik részvételével megalakult a Európai Nemzeti Mozgalmak Szövetsége.
2012. október 20-21-én Héderváron tartott Európai Nemzeti Mozgalmak Szövetsége tisztújító kongresszusának a Jobbik volt a házigazdája. 2013 decemberében, Brüsszelben Kovács Bélát választották a Szövetség elnökévé.
2016 februárjában a Jobbik megszüntette az Európai Nemzeti Mozgalmak Szövetségéhez fűződő kapcsolatait, és tagságát. 2017 decemberében pedig az Európai Szövetség akkori elnöke, Kovács Béla kilépett a Jobbikból.

#### Európai Néppárt
Sneider Tamás, a párt korábbi elnöke 2018. július 31-én azt nyilatkozta, hogy megcéloztuk, hogy az Európai Néppárt tagjai legyünk és vannak is arra utaló jelek, hogy ez nem lehetetlen.
Pedro López de Pabló, a néppárti képviselőcsoport sajtófőnöke a Jobbik belépési szándékára úgy reagált, hogy Nem tudom, mit szívnak, de láthatóan hatásos, szóval inkább azzal kereskedjenek, mert ha illegális is, sikeresebbek lesznek vele, mint a politikában.
Jakab Péter 2020. január 29-én egy interjúban azt nyilatkozta, hogy: „azt sem tartom kizártnak, hogy egyszer el fog jönni az a történelmi pillanat, Márton munkájának és a Jobbik hiteles néppárti politikájának köszönhetően, hogy az Európai Néppárthoz is csatlakozhassunk”.
A Néppárt akkori sajtóért és kommunikációért felelős igazgatója viszont teljesen kizárta a lehetőséget, hogy a Jobbik csatlakozzon a Néppárthoz. A döntést azzal indokolta, hogy nincsen tudomásuk arról, hogy a Jobbik ideológiájában történt volna változás.

### Külföldi pártok, szervezetek
A Jobbik Külügyi Bizottságának küldöttsége 2008. május 16-án Londonban találkozott Nick Griffinnel, a Brit Nemzeti Párt elnökével, akivel a két párt közötti együttműködésről és a 2009-es európai parlamenti választásról tárgyaltak.
2012-től 2018-ig minden év novemberében együtt emlékezett meg a Jobbik, a Jobbik IT, a HVIM és a Horvát Tiszta Jogpárt (HČSP) a délszláv háború horvát és magyar áldozatairól Szentlászlón és Vukováron. 2018-óta a párt, és a párt ifjúsági tagozata nem vesz részt a rendezvényen.
A Jobbik 2013-tól a 2017-ig szoros kapcsolatot ápolt különböző európai nemzeti radikális szervezetekkel, például a lengyel Nemzeti Mozgalommal (Ruch Narodowy), az Összlengyel Ifjúsággal (Młodzież Wszechpolska), és az olasz Fratelli d'Italiaval.
A Jobbikot elszigeteltség is jellemezte bizonyos nyugat-európai radikális pártok részéről. A 2011-ben megtartott „Mindannyian együtt Jeruzsálemért” cionista konferencia kapcsán Magyarországra látogató az Osztrák Szabadságpártot (FPÖ), a Svájci Néppártot, az Igazi Finnek Mozgalmát, és a Geert Wilders vezette holland Szabadságpártot képviselő politikusok elhatárolódtak a párttól.
A párt 2018-ig évente kétszer tartott nem nyilvános keretek között találkozót számos ország diplomáciai képviseletével, és nagykövetségével. A találkozókon a párt beszámolt a terveiről, elképzeléseiről. Átlagosan 30-40 nagykövetség vett részt a megbeszéléseken.

### Béruniós kezdeményezés
A Jobbik 2017 februárjában indította el a Kelet-Európai munkavállalók unión belüli bérfelzárkóztatását célul kitűző európai uniós népszavazási kezdeményezését. Az európai bérunióról 2017. március 14-én nyolc kelet-közép-európai ország, Magyarország, Horvátország, Lengyelország, Szlovákia, Románia, Bulgária, Lettország és Észtország képviselői európai polgári kezdeményezést indítottak, melyről a budapesti Kempinski Hotelben fogadták el és írták alá a nyilatkozatot. Május 17-én az Európai Bizottság jóváhagyta a Jobbik európai béruniós kezdeményezését.
2018. október 1-én a párt közölte, hogy a kezdeményezés elbukott. Ennek oka az volt, hogy a megadott egy éves időszakban mindössze 550 ezer aláírást sikerült összegyűjteni. A Jobbik megköszönte azoknak, akik aláírták, és támogatták a kezdeményezést.

## Választási eredményei

### Országgyűlésiválasztások
| Választás | Szavazatok száma (I. forduló) | Szavazatok aránya (I. forduló) | Változás (%p) | Szavazatok száma (II. forduló) | Szavazatok aránya (II. forduló) | Mandátumok száma | Mandátumok aránya | Parlamenti szerepe |
| --------- | ----------------------------- | ------------------------------ | ------------- | ------------------------------ | ------------------------------- | ---------------- | ----------------- | ------------------ |
| 2006-os1  | 119 007                       | 2,20%                          | –             | 231                            | 0,007%                          | 0 / 386          | 0,00%             | nem jutott be      |
| 2010-es   | 855 436                       | 16,67%                         | · 14,47       | 141 323                        | 12,26%                          | 47 / 386         | 12,18%            | ellenzék           |
| 2014-es   | 1 020 476                     | 20,30%                         | · 3,63        | –                              | –                               | 23 / 199         | 11,56%            | ellenzék           |
| 2018-as   | 1 092 671                     | 19,06%                         | · 1,24        | –                              | –                               | 26 / 199         | 13,07%            | ellenzék           |
| 2022-es2  | 1 947 3312                    | 34,44%2                        | –             | –                              | –                               | 10 / 199         | 5,03%             | ellenzék           |

1 A MIÉP-pel közös választási pártban, MIÉP – Jobbik a Harmadik Út néven, amihez 15 megyéből a Kisgazda szervezetek is csatlakoztak

2 Az Egységben Magyarországért részeként

### Önkormányzativálasztások
2010-es önkormányzati választás:
Az összes megyei közgyűlésbe bejutott minimum egy jobbikos jelölt. Összesen 57 megyei közgyűlési helyet szerzett, ezzel a harmadik lett az MSZP mögött. A közgyűlési helyek 14,58%-át szerezte meg. Országosan 10 jobbikos polgármester lett.
2014-es önkormányzati választás:
Az összes megyei közgyűlésbe bejutott minimum kettő jobbikos jelölt. Összesen 81 megyei közgyűlési helyet szerzett, ezzel második lett az MSZP-t megelőzve. A közgyűlési helyek 21,03%-át szerezte meg. Országosan 14 jobbikos, és még 10, nem a Jobbik színeiben induló, de a párt által is támogatott polgármester, és 373 önkormányzati képviselő lett.
2019-es önkormányzati választás:
Az összes megyei közgyűlésbe bejutott minimum egy jobbikos jelölt Fejér megye kivételével. A párt önállóan 29 megyei közgyűlési mandátumot szerzett, ha ehhez hozzáadjuk azokat a mandátumokat, amelyeket több különböző ellenzéki pártal együtt indulva szerzett, akkor ez a szám 40-re nő, ezzel a harmadik lett a Demokratikus Koalíció mögött. Önállóan a közgyűlési helyek 7,61%-át, összesen pedig a 10,49%-át szerezte meg. Országosan 8 jobbikos polgármester, és 350 önkormányzati képviselő lett.

#### Megyei közgyűlési mandátumok
| Megye                  | 2010            | 2010              | 2010       | 2014            | 2014              | 2014       | 2019            | 2019              | 2019       |
| Megye                  | Összes mandátum | Jobbikos mandátum | Aránya (%) | Összes mandátum | Jobbikos mandátum | Aránya (%) | Összes mandátum | Jobbikos mandátum | Aránya (%) |
| ---------------------- | --------------- | ----------------- | ---------- | --------------- | ----------------- | ---------- | --------------- | ----------------- | ---------- |
| Bács-Kiskun            | 24              | 3                 | 12,50      | 24              | 5                 | 20,83      | 23              | 2                 | 8,69       |
| Baranya                | 19              | 2                 | 10,53      | 19              | 3                 | 15,79      | 18              | 2                 | 11,11      |
| Békés                  | 18              | 3                 | 16,67      | 18              | 4                 | 22,22      | 17              | 2                 | 11,76      |
| Borsod-Abaúj-Zemplén   | 30              | 7                 | 23,33      | 29              | 8                 | 27,59      | 29              | 8                 | 27,591     |
| Budapest               | 33              | 3                 | 9,09       | 33              | 1                 | 3,03       | 33              | 0                 | 0,00       |
| Csongrád-Csanád        | 20              | 2                 | 10,00      | 20              | 5                 | 25,00      | 20              | 2                 | 10,00      |
| Fejér                  | 21              | 3                 | 14,29      | 20              | 4                 | 20,00      | 20              | 0                 | 0,00       |
| Győr-Moson-Sopron      | 21              | 2                 | 9,52       | 21              | 4                 | 19,05      | 21              | 2                 | 9,52       |
| Hajdú-Bihar            | 25              | 5                 | 20,00      | 24              | 6                 | 25,00      | 24              | 3                 | 12,5       |
| Heves                  | 15              | 3                 | 20,00      | 15              | 4                 | 26,67      | 15              | 6                 | 40,002     |
| Jász-Nagykun-Szolnok   | 20              | 4                 | 20,00      | 19              | 5                 | 26,32      | 18              | 3                 | 16,66      |
| Komárom-Esztergom      | 15              | 2                 | 13,33      | 15              | 3                 | 20,00      | 15              | 6                 | 40,003     |
| Nógrád                 | 15              | 2                 | 13,33      | 15              | 3                 | 20,00      | 15              | 1                 | 6,66       |
| Pest                   | 43              | 7                 | 16,28      | 43              | 8                 | 18,60      | 44              | 4                 | 9,09       |
| Somogy                 | 16              | 1                 | 6,25       | 16              | 3                 | 18,75      | 15              | 2                 | 13,33      |
| Szabolcs-Szatmár-Bereg | 26              | 5                 | 19,23      | 25              | 5                 | 20,00      | 25              | 3                 | 12,004     |
| Tolna                  | 15              | 2                 | 13,33      | 15              | 3                 | 20,00      | 15              | 1                 | 6,66       |
| Vas                    | 15              | 1                 | 6,67       | 15              | 2                 | 13,33      | 15              | 1                 | 6,66       |
| Veszprém               | 18              | 2                 | 11,11      | 17              | 3                 | 17,65      | 17              | 2                 | 11,76      |
| Zala                   | 15              | 2                 | 13,33      | 15              | 4                 | 26,67      | 15              | 2                 | 13,33      |
|                        |                 |                   |            |                 |                   |            |                 |                   |            |

1 A Jobbik-MSZP-Momentum-Mindenki Magyarországa részeként.

2 A DK-Jobbik-Mindenki Magyarországa-Momentum-MSZP részeként.

3 A DK-Jobbik-MSZP-Párbeszéd-Momentum részeként.

4 A Jobbik-Momentum részeként.

#### Jobbikos és jobbikos támogatottságú független polgármesterek
- Dunaújváros – Pintér Tamás (2019–)
- Encs – Mikola Gergely (2019–)[207]
- Jászberény – Budai Lóránt (2019–)[207]
- Kisherend – Varga Zsolt (2016–, független)[208][209]
- Ózd – Janiczak Dávid (2014–)[210]
- Siófok – Lengyel Róbert (2014–, független)
- Szentes – Szabó Zoltán Ferenc (2019– )
- Tapolca – Dobó Zoltán (2014–)[211]

### Európai parlamentiválasztások
A Jobbik a 2004-es európai parlamenti választáson Magyarország szerinte elhamarkodott európai uniós csatlakozása elleni tiltakozása jeléül nem indult. A soron következő, 2009-es választáson azonban már igen, ahol majdnem 15%-os eredményével a harmadik helyen végzett, messze megelőzte a parlamenti párt MDF-et és SZDSZ-t mindössze 2,6 százalékponttal kevesebb szavazatot szerezve, mint a regnáló kormánypárt, az MSZP. A Jobbik 3 képviselőt küldhetett az Európai Parlamentbe. A párt nem lépett be egyetlen frakcióba sem, így három képviselője függetlenként kezdett politizálni. 2012-ben a párt egyik EP-képviselője, Szegedi Csanád kilépett a Jobbikból. 2014-ben közel 15%-ot ért el, így ismét három képviselőt delegálhatott az EP-be.
A 2019-es európai parlamenti választáson a Jobbik 6,34%-os eredménnyel egy képviselőt küldhetett az Európai Parlamentbe. A párt elnöksége úgy döntött, hogy nem változtat a jelöltek sorrendjén, ezért Gyöngyösi Mártont, a párt elnökhelyettesét küldték Brüsszelbe. Jelenleg a függetlenek parlamenti csoportjában politizál.
| Választás | Szavazatok száma | Szavazatok aránya | Változás (%p) | Helyezés | Mandátumok száma | Mandátumok aránya | Európai parlamenti csoport | Európai parlamenti alcsoport |
| --------- | ---------------- | ----------------- | ------------- | -------- | ---------------- | ----------------- | -------------------------- | ---------------------------- |
| 2004-es   | nem indult       | –                 | –             | –        | –                | –                 | –                          | –                            |
| 2009-es   | 427 773          | 14,77%            | Állandó       | 3.       | 3 / 22           | 13,63%            | Függetlenek                | Függetlenek                  |
| 2014-es   | 340 287          | 14,67%            | · 0,1         | 2.       | 3 / 21           | 14,28%            | Függetlenek                | Függetlenek                  |
| 2019-es   | 220 184          | 6,34%             | · 8,33        | 5.       | 1 / 21           | 4,76%             | Függetlenek                | Függetlenek                  |
| 2024-es   | 45 404           | 0,99%             | · 5,34        | 7        | 0 / 21           | 0,00%             | –                          | –                            |

 2009 – EP képviselők: 
1. Morvai Krisztina
2. Balczó Zoltán – Az Európai Parlamenti helyét Kovács Béla vette át, miután 2010 májusában a magyar parlament országgyűlési képviselője lett.
3. Szegedi Csanád – 2012 júliusában kilépett a pártból.

 2014 – EP képviselők: 
1. Morvai Krisztina
2. Balczó Zoltán
3. Kovács Béla – 2017 decemberében kilépett a pártból.

2019 – EP képviselők
1. Gyöngyösi Márton